# شهرستان الموسیمیر
بخش ال موسیمیر یک ناحیه در یمن است که در استان لحج واقع شده‌است.

## خصوصیات
بخش ال موسیمیر ۲۶٬۵۵۸ نفر جمعیت دارد.